# Рибницький Сергій Іванович
Сергій Іванович Рибницький — український письменник, блогер, фотограф, літературний оглядач.

## Біографія
Народився 30 червні 1984 року на Вінниччині.
Навчався у Вінницькому національному технічному університеті на факультеті будівництва, теплоенергетики та газопостачання.
Живе у Вінниці. Працював консультантом книгарні «Є», фотографом на літературних вечорах. Знімки й ранні літературні твори Сергія Рибницького публікують під псевдонімом Чарівні Блохи Святого Антонія.
Цікавиться творчістю Франца Кафки, Джека Керуака та Пелема Вудгауза.

## Літературна творчість
Писати почав, навчаючись в університеті. Рання творчість Сергія Рибницького — це переважно поезія. З-поміж основних тем віршів — урбаністичні мотиви («ponem et circenses»), екзистенційна («море яке завжди з тобою», «онтологія світла в кінці тунелю») та інтимна лірика («заручникам сердець»). 
Крім поезії, у студентські роки також пробував писати сценарії («Шепіт темряви. Частина 1»). Михайло Стрельбицький, колишній член Національної Спілки письменників України та доцент кафедри університету писав про драматичний текст письменника:
|                         | Хоч це й парадоксально, прозовим словом наш другокурсник володіє... на порядок вправніше. Принаймні є, відсувається у нього тут те, що у прозі цінується понад усе й дається, власне, від Бога: словесна пластика. Це — коли слово здатне малювати, ліпити, відтворювати й витворювати реальність: як зовнішню, довколишню, так і внутрішню — психологічну! Звісно, на сценарій це поки що скидається не дуже — опановувати науку жанрів, стилів та стилістик нашому неофітові ще належить. Але її варто, на моє глибоке переконання, опановувати. |
| — Михайло Стрельбицький | |

У малій прозі автор експериментує із жанрами: детектив, постапокаліптика, горор, альтернативна історія тощо. Про розмаїтість творчості Сергія Рибницького писав Віталій Квітка:
|                  | Сергій може постати як у ролі чудового й майже елементарного за творчими засобами оповідача детективного сюжету, і в іпостасі заобрійного, тяжко читаного, мало зрозумілого й водночас сучасного провідника в складній, в емоційно заплутаній та перевантаженій філософією апокаліптичності альтернативній історії. |
| — Віталій Квітка | |

Оповідання письменника були надруковані у збірках короткої детективної прози «Маніяк на замовлення» (2016), «Без терміну давності» (2016) і «Різдвяний детектив» (2017), колективних збірках малої горор-прози «Дотик зачаєного жаху» (2017) і «Вбивство на вулиці…» (2019), збірці соціальної фантастики «Антисоціальна мережа» (2020), антології українського горору «Страшні казки для своїх» (2024).
Окремі твори Сергія Рибницького також виходили в редакціях журналу «Дзвін» та онлайн-часопису «Стос».

### «Я — кисень»
2018 року вийшла друком збірка оповідань Сергія Рибницького «Я — кисень», яка була відзначена премією видавництва «Смолоскип». Передмову до книги написала Вікторія Гранецька, зокрема зазначивши: «Ця книга для вимогливого читача, поціновувача химерної якісної прози, котра лише на перший погляд химерна, тому що багатошарова, глибока й місцями геть незбагненна».
|                  | Книжка «Я – кисень» від лавретата конкурсу видавництва «Смолоскип» Сергія Рибницького, безумовно, належить до відкриттів сучасної української літературі в малій прозі. |
| — Віталій Квітка | |

### «Жовтий закон»
2019 року була опублікована друга книга письменника — роман-апокаліпсис «Жовтий закон» (видавництво «Дім химер»). Події у творі розгортаються в недалекому майбутньому в Києві після теракту. Про сюжет роману автор зазначав:
|                     | ...такі книги часто пишуть не від задоволення життям, а навпаки: ти хочеш щось надбати, «вхопити бога за бороду», і тому моя книга є не символом недоспаних ночей, а розвитком певних ідей, отримання відповідей щодо оточуючого світу. |
| — Сергій Рибницький | |

Про переплетення різних локусів і атмосферу оповідань збірки Ганна Улюра зазначила: 
|               | У нього Вінниця перетворюється на абетку – і стає похідною від Відня, а на Марсі тим часом слухають на честь Південного Бугу, либонь, "Блакитний Дунай". Його герої спостерігають за Марсом в телескоп і за котримсь спальником Вінниці у вікно – та планують одночасно а) втечу, б) колонізацію. Чи снять марсіани вінничан? |
| — Ганна Улюра | |

## Блог
З 2017 року Сергій Рибницький веде блог на платформі Blogger під псевдонімом Сергій Рибницький Загублені Фоліанти Чарівних Бліх Святого Антонія. У коротких записах письменник ділиться філософськими роздумами, творчими напрацюваннями та розповідає про власне життя.
З-поміж рубрик блогу — «Із вигаданих вінницьких хронік», «Короткі піщанські хроніки», «К У Т А Х А Ш А», «На Великдень до тебе ніхто не приїде», «23 рік», «Плейлист виконувача бажань».

## Літературно-критична діяльність
Сергій Рибницький — автор низки рецензій на книги: 
- рецензія на книгу Євгена Ліра «Підземні ріки течуть»[14];
- «"Бандера Distortion" — поліфонія історії або нестримна легкість постмодернізму» (рецензія на роман Олега Шинкаренка «Бандера Distortion»)[15];
- «Книга, яка має завелику силу тяжіння» (рецензія на збірку оповідань Влада Сорда «Безодня»)[16];
- «Веселка тяжіння» Томаса Пінчона: ракета, яка все ще падає (рецензія на роман Томаса Пінчона «Веселка тяжіння»)[17].

## Відзнаки
Лауреат і переможець:
- конкурсу детективів «Це ж елементарно, сер» від ЛітМайданчика (2015);
- конкурсу горор-оповідань «Зачаяний жах» від літературно-мистецького журналу «Стос» (2016);
- літературної премії видавництва «Смолоскип» (ІІ премія, 2017);
- конкурсу химерних історій «Антисоціальна мережа» (2019);
- літературної премії ім. І. Федорова (ІІ місце, 2019);

Учасник Міжнародного фестивалю оповідання «Intermezzo» та Культурно-мистецької резиденції «Над Богом».